# Duitse Partij
De Duitse Partij (Duits: Deutsche Partei), is een conservatieve partij in de Bondsrepubliek Duitsland die van 1949 tot 1960 deel nam aan de bondsregeringen. De partij werd in 1980 ontbonden, maar herrees in 1993. In 2003 werd de partijnaam - na een fusie met de Vrijheidslievende Duitse Volkspartij (Freiheitliche Deutsche Volkspartei) - gewijzigd in Duitse Partij - De Vrijheidslievenden (Deutsche Partei - Die Freiheitlichen).

## Geschiedenis
Directe voorganger van de Duitse Partij (DP) is de Duits-Hannoveraanse Partij (Deutsch-Hannoversche Partei) die in 1866 werd opgericht uit protest van de annexatie van het Koninkrijk Hannover door het Koninkrijk Pruisen. De DHP streefde naar herstel van het koninkrijk Hannover. Van 1866 tot 1933 was de DHP ononderbroken in de Pruisische Landdag (Preußischer Landtag) vertegenwoordigd en meestal ook in de Duitse Rijksdag (Deutscher Reichstag). In 1933 hief de DHP zichzelf op om een verbod door de naziregering te voorkomen.
In 1945 werd de DHP opnieuw opgericht, nu onder de naam Nedersaksische Landspartij (Niedersächische Landspartei). In maart 1946 werd Heinrich Hellwege gekozen tot voorzitter van de NLP. De NLP streefde naar de stichting van een Nedersaksische deelstaat (wat grotendeels de vroegere provincies van het koninkrijk Hannover zou omvatten). Na de stichting van de deelstaat Nedersaksen door het bestuur van de Britse bezettingszone in november 1946 werd in 1947 de partijnaam gewijzigd in Duitse Partij (Deutsche Partei). Heinrich Hellwege werd gekozen tot eerste bondsvoorzitter van de DP. De Duitse Partij, een typisch conservatieve partij, beriep zich op Christelijke en humanistische waarden en was van het begin af aan anticommunistisch. Mensen uit de middenklasse, conservatieve arbeiders, voormalige Duitse militairen en vroegere leden van de DHP vormden de achterban van de DP. De partij werkte nauw samen met de Duitse Conservatieve Partij - Duitse Rijkspartij (Deutsche Konservative Partei - Deutsche Reichspartei) en de Nationaal-Democratische Partij van Duitsland (Nationaldemokratische Partei Deutschlands). Een fusieverzoek werd echter door de Britse autoriteiten van de hand gewezen. In de eerste landsregering van Nedersaksen was de DP met twee ministers vertegenwoordigd: Hans-Christoph Seebohm en August Block.
Bij de Bondsdagverkiezingen van 1949 verkreeg de DP 4,0% van de stemmen, goed voor 17 zetels in de Bondsdag (Bundestag). Na de verkiezingen vormden de CDU/CSU, FDP en de DP onder Konrad Adenauer een kabinet. Bij de Bondsdagverkiezingen van 1953 ging de DP iets achteruit en verwierf 3,3% van de stemmen, goed voor 15 zetels. In 1957 verkreeg de DP 17 zetels.
In 1957 fuseerde de DP met de Vrije Volkspartij (Freie Volkspartei).
In 1960 werd een kiesdrempel van 5% ingesteld. Dit leverde de nodige problemen op voor de DP die nog nooit bij Bondsdagverkiezingen 5% van de stemmen had behaald. Aanvankelijk wilde de DP een gezamenlijke kieslijst met de CDU/CSU voor de aankomende Bondsdagverkiezingen van 1961, maar toen de CDU dit van de hand wees stapten 9 van de 17 Bondsdagleden van de DP over naar de CDU-fractie over. De bondsministers von Merkatz en Seebohm stapten eveneens over naar de CDU. De DP was ontdaan van haar kundigste leiders en politici en was in één klap gedegradeerd tot splinterpartij.
De volgens DP-bondsministers waren in de kabinetten-Adenauer vertegenwoordigd: Heinrich Hellwege (1949-1955), Hans-Joachim von Merkatz (1955-1960) en Hans-Christoph Seebohm (1949-1960).
Op 15 april 1961 fuseerden de DP en het Gezamenlijk Duitse Blok (Gesamtdeutscher Block) tot de Gezamenlijk Duitse Partij (Gesamtdeutsche Partei). De GDP verkreeg bij de Bondsdagverkiezingen van 1961 slechts 2,8% van de stemmen en haalde de kiesdrempel dus niet. Op 24 juni 1961 werd de DP weer een zelfstandige partij. In 1964 fuseerde de DP met de Duitse Rijkspartij (Deutsche Reichspartei) en de Vaderlandse Unie (Vaterländische Union) tot de Nationaal-Democratische Partij van Duitsland (Nationaldemokratische Partei Deutschlands, NDP), die al spoedig extreemrechtse trekjes begon te vertonen. Friedrich Thielen, een vooraanstaand lid van de DP, werd in 1967 als bondsvoorzitter van de NDP vervangen door de pro-nazi georiënteerde Adolf von Thadden. Uit verzet tegen de extreemrechtse koers van de NDP traden Thielen en de zijnen uit de NDP en besloten de DP opnieuw op te richtten. Deze DP bleef tot 1980 voortbestaan als partij en sindsdien als vereniging.

## Huidige Duitse Partij
In 1993 werd in Kassel de DP heropgericht als partij. Oprichters van de partij waren Johannes Freiherr von Campenhausen en Wolf von Zworowsky. Zworowsky werd de eerste voorzitter, maar hij werd reeds in 1994 vervangen door von Campenhausen. Tegenwoordig is Campenhausen erevoorzitter van de partij. De nieuwe DP werkte nauw samen met de uiterst rechtse Bond van Vrije Burgers (Bund freier Bürger) en de Vrijheidslievende Duitse Volkspartij (Freiheitliche Deutsche Volkspartei). In 2003 fuseerde de DP met de FDVP tot de Duitse Partij - De Vrijheidslievenden (Deutsche Partei - Die Freiheitlichen).
In 2001 volgde Heiner Kappel - die in 1998 uit de FDP was getreden - von Campenhausen op als partijvoorzitter. Voor de Bondsdagverkiezingen van 2005 wilde Kappel een alliantie aangaan met de Christelijk-Sociale Unie (Christlich-Soziale Union) en de De Republikeinen (Die Republikaner). De partijleiding verzette zich hier echter hevig tegen en Kappel werd uit de partij gezet. Eberhard Lehmann, Claudia Wiechmann (vroeger voorzitter van de FDVP) en Ulrich Paetzold vormden hierop een collectief leiderschap. Later trad Lehmann af en werd een co-voorzitterschap onder Paetzold en Wiechmann gevormd.

### De DP extreemrechts?
Een onderzoek van de bondsoverheid naar vermeende extreemrechtse activiteiten binnen de Beierse en Thüringse afdelingen van de DP wees uit dat deze afdelingen contacten onderhielden met extreemrechtse splintergroeperingen in Duitsland. Toch was er geen reden om de DP te verbieden. Enkele DP leden zijn recentelijk overgestapt naar Die Republikaner en de NDP.
De DP is tegenwoordig alleen op lokaal vlak vertegenwoordigd. De partij heeft geen zetels in landsparlementen of de Bondsdag.

## Partijkrant
Eens per maand verschijnt de partijkrant Deutschland-Post.

## Partijprominenten
- Heinrich Hellwege - minister-president van Nedersaksen (1955-1959)
- Erwin Jacobi - Politie en Gezondheidssenator van Hamburg (1953-1957)
- Richard Langeheine - Minister van Justitie en Godsdienst van Nedersaksen (1955-1959)
- Hans-Joachim von Merkatz - Bondsminister van Justitie (1956-1957)
- Hans-Christoph Seebohm - Bondsminister van Verkeer (1949-1960)
- Otto Wittenburg - Minister van Justitie en Landbouw van Sleeswijk-Holstein (1950/51)
- Wilhelm Ziegeler - Senator van Financiën van Hamburg (1953-1957)

## Bondsdagverkiezingsuitslagen 1949-1961
| Bondsdagverkiezingen | Bondsdagverkiezingen | Bondsdagverkiezingen |
| Partij               | %                    | zetels               |
| -------------------- | -------------------- | -------------------- |
| 1949                 | 4,0%                 | 17                   |
| 1953                 | 3,3%                 | 15                   |
| 1957                 | 3,4%                 | 17                   |
| 1961                 | 2,8%                 | 0                    |

## Verwijzingen
1. ↑  Niet te verwarren met de extreemrechtse Nationaal-Democratische Partij van Duitsland of de Oost-Duitse NDPD
2. ↑  Winkler Prins Jaarboek, door: red. Winkler Prins, blz. 133
3. ↑  Winkler Prins Jaarboek 1961, door red. Winkler Prins, blz. 133
4. ↑  Als Gesamtdeutsche Partei